# Coldfinger
Coldfinger é uma banda portuguesa de trip hop formada pela vocalista Margarida Pinto e Miguel Cardona.
O grupo começou após a saída de Miguel Cardona dos Blasted Mechanism. Miguel começou logo a trabalhar com Margarida Pinto, que acrescentou a voz a programações que tinha. Com a necessidade de fazerem um primeiro concerto, convidaram Adriano e, para o segundo concerto, juntou-se o baterista Sérgio Nascimento, dos Despe e Siga. Seguiram-se outros convidados, como DJ Cruzfader, Joe Fossard, Duarte e Muchacho.
Assinam com a NorteSul e lançam um primeiro EP ("EP01") e, depois, o álbum Lefthand. Lançam depois um disco de remisturas (Return to Lefthand).
Sweet Moods and Interludes foi lançado no princípio de 2002. Os Coldfinger venceram o prémio de álbum nacional nos prémios da revista Dance Club.
Em 2005, Margarida Pinto começou uma carreira a solo. Em 2007, é editado o álbum Supafacial, com o qual os Coldfinger regressam ao formato banda.
Em 2008, é editada a compilação Now In Stock. Na plataforma Optimus Discos, é lançado, em 2009. o registo Coldfinger & Friends.
Em 2013, os Coldfinger lançaram o seu quinto álbum de estúdio, The Seconds. Produzido por Miguel Cardona, o álbum apresenta 9 canções e uma sonoridade que nos leva numa inédita viagem pelo imaginário da banda.

## Elementos da banda
- Margarida Pinto (vocalista)
- Miguel Cardona

### Em concerto
- Pedro Gonçalves (baixo/contrabaixo)
- Sérgio Nascimento (bateria)
- João Cardoso (teclas)
- Sara (segunda voz)
- DJ Cruzfader (scratch)

## Discografia

### Álbuns de estúdio
- Lefthand (2000) (NorteSul)[5][6]
- Return to Lefthand (2001) (NorteSul)[7]
- Sweet Moods and Interludes (2002) (Zona Música, Lisbon City Records)[8]
- Supafacial (2007) (Zona Música / Lisbon City Records)[9]
- The Seconds (2013)[3][4]

### Compilações
- Now In Stock (2008) (iPlay)[10][11]

### EP
- EP, 01 (1999) (NorteSul)[12]
- Coldfinger & Friends (2009) (Optimus Discos) EP em formato digital.[13]

### Singles
- "Beauty of You" (2000) (NorteSul)[14]
- "Liquid" (2000) (NorteSul)[15][16]
- "Easy M" (2002)
- "Supafacial" (2007)
- "The Seconds" (2013)

### Participações
- Cais do Rock (1999) (LowFly Records) Com o tema "Scruber".[17]
- Nortesul Press On #01 (2000) (NorteSul) com o tema "Fountain (ao vivo)".[18][19]
- Nortesul Press On #03 (2000) (NorteSul) Com o tema "Para Um Poema" de Coldfinger & Arkham Hi*Fi*.[20]
- Lisbon City Rockers (2003) (Lisbon City Records) no tema "Medicine" remisturado por Stuff. Compilação integrada da revista Dance Club nº 78 (Set. 2003).[21][22]
- Bar Tunes Vol. 1 (2005) (Chinchin Records) Com o tema "Easy M".[23]